# Valgrisenche
Valgrisenche (tiếng Patois Vagresèntse) là một đô thị ở thung lũng Aosta. Đô thị này có diện tích 112 km2, dân số 192 người.
Đô thị này có làng trực thuộc: Revers, Prariond, Céré, La Frassy, La Bethaz, Planté, Chez-Carral, Darbelley, Gerbelle, Eglise (Capoluogo), Mondanges, Bonne, Menthieu, Rocher, Usselliere, Surier.
Đô thị này giáp các đô thị sau: Arvier, La Thuile, Rhêmes-Notre-Dame, Rhêmes-Saint-Georges, Sainte-Foy-Tarentaise (FR-73), Tignes (FR-73).

## Biến động dân số
| Allein • Antey-Saint-André • Aoste • Arnad • Arvier • Avise • Ayas • Aymavilles • Bard • Bionaz • Brissogne • Brusson • Challand-Saint-Anselme • Challand-Saint-Victor • Chambave • Chamois • Champdepraz • Champorcher • Charvensod • Châtilon • Cogne • Courmayeur • Donnas • Doues • Emarèse • Etroubles • Fontainemore • Fénis • Gaby • Gignod • Gressan • Gressoney-La-Trinité • Gressoney-Saint-Jean • Hône • Introd • Issime • Issogne • Jovençan • La Magdeleine • La Salle • La Thuile • Lillianes • Montjovet • Morgex • Nus • Ollomont • Oyace • Perloz • Pollein • Pont-Saint-Martin • Pontboset • Pontey • Pré-Saint-Didier • Quart • Rhêmes-Notre-Dame • Rhêmes-Saint-Georges • Roisan • Saint-Christophe • Saint-Denis • Saint-Marcel • Saint-Nicolas • Saint-Oyen • Saint-Pierre • Saint-Rhémy-en-Bosses • Saint-Vincent • Sarre • Torgnon • Valgrisenche • Valpelline • Valsavarenche • Valtournenche • Verrayes • Verres • Villeneuve |